# Xanthodelphax optima
Xanthodelphax optima är en insektsart som beskrevs av Logvinenko 1972. Xanthodelphax optima ingår i släktet Xanthodelphax och familjen sporrstritar. Inga underarter finns listade i Catalogue of Life.